# Antonio Loschi
Antonio Loschi, né vers 1368 à Vicence et mort dans la même ville pendant l'été 1441, est un antiquaire, homme politique et écrivain italien de langue latine représentant du mouvement humaniste.

## Biographie
La famille d'Antonio Loschi était connue à Vicence depuis la fin du XIIe siècle. Son père Ludovico di Niccolò, au service des Della Scala, fut capitaine de Sirmione en 1385.
Antonio étudia à Padoue entre 1379 et 1382 auprès de Giovanni Conversini. En 1386, il se rendit à Florence et y fit la connaissance du chancelier Coluccio Salutati.
Après la conquête de Vicence par le seigneur de Milan Jean Galéas Visconti (octobre 1387), il rentra dans sa ville natale, où il se lia d'amitié avec le nouvel évêque Pierre Philargis (le futur antipape Alexandre V).
En juin 1388, il partit pour Pavie où il suivit au Studium generale les leçons de Giovanni Travesi, ayant pour condisciple Gasparin de Bergame. En 1389, il devint brièvement archiprêtre à Padoue, et en cette qualité se rendit à Rome solliciter du pape Boniface IX la concession du canonicat de San Jacopo de la cathédrale de Padoue, qu'avait détenu Pétrarque. Il l'obtint le 11 février 1390.
En 1391, il devint à Milan secrétaire à la chancellerie du duc Jean Galéas Visconti. Il fut promu chancelier en 1398, et conserva le poste sous le duc suivant Jean Marie Visconti jusqu'en 1405/06.
C'est à cette époque qu'il s'opposa ardemment, comme homme d'État et comme écrivain, à la république de Florence et à son chancelier Coluccio Salutati, tenant de la Florentina libertas, tandis qu'il appuyait et célébrait l'expansionnisme de Jean Galéas Visconti, moyen d'unification de l'Italie. En 1397, il publia une très violente Invectiva in Florentinos, à laquelle Salutati répondit en 1403 par une Invectiva in Antonium Luschum, et Leonardo Bruni par sa Laudatio Florentinæ urbis.
En 1404, Vicence était passée sous domination vénitienne. Devenu serviteur de la République, Loschi fut envoyé en juin 1406 comme ambassadeur à Rome pour obtenir la nomination d'un Vénitien à l'évêché de Vicence, puis six mois plus tard pour saluer le nouveau pape Grégoire XII (le Vénitien Angelo Correr), lequel le nomma aussitôt secretarius et familiaris. Il devait désormais conserver ses fonctions de secrétaire à la curie pontificale jusqu'en 1435.
En 1409, Loschi participa au concile de Pise qui déposa Grégoire XII et élut son vieil ami Pierre Philargis sous le nom d'Alexandre V. Il rédigea un discours intitulé Pro unienda ecclesia, qu'il ne prononça d'ailleurs pas. Il servit Alexandre V, puis son successeur Jean XXIII, à Pise, puis à Bologne, et il fut nommé en 1410 à la chancellerie apostolique, accomplissant plusieurs missions diplomatiques, notamment auprès de l'empereur Sigismond. Il accompagna Jean XXIII au Concile de Constance en 1414, mais après la fuite du pape (15 mars 1415), il rentra à Vicence.
Mais le nouveau pape Martin V, élu par le concile en novembre 1417, était de ses amis, sans doute depuis 1406. Il le rejoignit à Mantoue en 1418 et lui fit allégeance, retrouvant sa fonction de secrétaire apostolique. À Rome à partir de 1421 (il devint citoyen romain le 26 mars 1422), il servit Martin V et son successeur Eugène IV jusqu'en mai 1435, rédigeant des brefs, bulles et lettres diplomatiques (réunis par ses soins dans un Liber brevium conservé à Paris, aux Archives nationales, LL.4.A, avec plus de trois cents pièces), et accomplissant plusieurs missions diplomatiques importantes, notamment à Milan et à Buda, où l'empereur Sigismond le créa comte palatin.
En juin 1434, Loschi suivit Eugène IV, dans sa fuite à Florence. En 1435, il prit part au fameux débat sur la langue latine parlée dans l'Antiquité, tenu dans l'antichambre du pape, en présence, entre autres, de Leonardo Bruni, de Poggio Bracciolini, et de Flavio Biondo, qui le reproduit dans son De verbis Romanæ locutionis.
Ayant quitté le service du pape en mai 1435, Loschi retourna encore à Rome en 1440, missionné par le duc de Milan Philippe Marie Visconti. Il mourut l'année suivante à Vicence, où il avait reçu en 1432 la concession d'une chapelle dans la cathédrale pour sa famille. Sa femme s'appelait Elisabetta Brivio, et il eut d'elle au moins six enfants (dont l'humaniste Niccolò Loschi).

## Rôle et œuvre
Antonio Loschi est une figure d'une très grande importance dans le milieu des humanistes italiens de la première moitié du XVe siècle, non seulement par son œuvre littéraire, mais par la place centrale qu'il a occupée, d'abord comme chancelier du duc de Milan, puis comme secrétaire de la chancellerie pontificale.
Beaucoup de textes humanistes lui sont dédiés (les traductions de la Vie de Sertorius de Plutarque et du Phèdre de Platon par Leonardo Bruni, celle de la Vie de Flamininus par Guarino Veronese...), ou bien il y apparaît comme personnage (dans le De avaritia et le De varietate fortunæ de Poggio Bracciolini ; à un endroit du De vero falsoque bono de Lorenzo Valla...). Il a été en relation épistolaire avec tous les grands humanistes de l'époque.
Son œuvre littéraire la plus fameuse est Achilles, tragédie en vers latins composée entre 1387 et 1389, inspirée de l'Historia de excidio Trojæ de Darès le Phrygien, et dans beaucoup de passages de Sénèque. La pièce présente une version romanesque de la légende, où la mort d'Achille est le résultat d'un complot pour empêcher son mariage avec Polyxène. Les Epistulæ metricæ, au nombre de plus de quarante, datant d'entre 1387 et 1421, sont adressées à diverses personnalités de la culture du temps, sur des sujets généralement politiques, notamment la politique des Visconti, mais aussi parfois dans le cadre de joutes poétiques. Sous le titre de Carmina, on désigne des compositions diverses (épigrammes, épitaphes, Éloge de Philippe Marie Visconti en 135 hexamètres qui se trouve dans le Liber brevium de Paris, etc.).
En prose, son œuvre la plus connue (très connue d'ailleurs à l'époque humaniste) est l'Inquisitio super orationes Ciceronis, un traité de rhétorique sous forme de commentaire de onze discours de Cicéron, composé en 1395. Sinon, outre les écrits politiques et diplomatiques mentionnés plus haut, on peut citer des Declamationes controversiales, la traduction en latin du premier récit du Décaméron (l'histoire de Ser Ciappelletto), et plusieurs lettres latines en prose, mais beaucoup sont perdues.

## Édition
- Gregorio Correr, Leonardo Dati, Antonio Loschi, Trois tragédies latines humanistes (Achilles d'Antonio Loschi, Progne de Gregorio Correr, Hiensal de Leonardo Dati), texte latin et traduction française par Jean-Frédéric Chevalier, Paris, Les Belles Lettres, 2010.
- Vittorio Zaccaria (éd.), « Le epistole e i carmi di Antonio Loschi durante il cancellierato visconteo (con tredici inediti) », Atti dell'Accademia nazionale dei Lincei. Memorie XVIII, 1975, p. 369-41